# Hybride (biologie)

Lijgers, kruisingen tussen leeuwen en tijgers

In de biologie is een hybride, kruising of bastaard het resultaat van geslachtelijke voortplanting van twee verschillende types van organismes, zoals planten of dieren. De ouders van de kruising moeten herkenbare eenheden zijn, zoals:
- twee verschillende taxa, zoals geslachten, soorten, ondersoorten, variëteiten, cultivars, rassen.
Zo is gekruist raaigras (Lolium × hybridum) een kruising van Engels raaigras (Lolium perenne) met Italiaans raaigras (Lolium multiflorum).
- twee ingeteelde lijnen van rassen.
Voorbeeld: een kruising van twee ingeteelde lijnen van spruitkool, mais, aardbei.

## Bastaardering bij planten

### Natuurlijke hybridisatie
Soortkruisingen komen in de natuur regelmatig voor. Een kruising is meestal tussen twee soorten uit hetzelfde geslacht (intragenerische hybride). Ook bij varens komt veel bastaardering voor, bijvoorbeeld in het geslacht streepvaren (Asplenium).
Trosraaigras (Festulolium loliaceum) is de vrij zeldzame hybride tussen beemdlangbloem (Festuca pratensis) of rietzwenkgras (Festuca arundinacea) en Engels raaigras (Lolium perenne), die tot het geslacht ×Festulolium behoort. Het is een overblijvende plant. De soort komt van nature voor in Europa.
Hybriden en polyploïde planten zijn soms moeilijk van elkaar te onderscheiden, maar bij hybriden zijn vaak de stuifmeelkorrels of de sporen opvallend slechter ontwikkeld dan bij polyploïde planten. Hybriden zijn soms minder fertiel of zelfs steriel.
Er kan weer vorming van (haploïde) gameten optreden als er eerst verdubbeling van de chromosomenset (hybridogene polyploïdie) is opgetreden waarbij er weer een (amfi)diploïde plant ontstaat, zodat bij de meiose de homologe chromosomen naast elkaar komen te liggen.
Bij de populier zijn door netwerkevolutie en introgressie veel hybriden ontstaan. Ook zijn er kunstmatige kruisingen gemaakt. Soorten gevormd door hybridisatie kunnen in verschillende secties geplaatst worden.
Bastaardvorming is nog steeds veelvoorkomend in het geslacht populier, ook tussen de verschillende secties.

### Voorbeeld van natuurlijke hybridisatie bij gewone tarwe
Gewone tarwe of broodtarwe (Triticum aestivum) is door hybridisatie en ploïdie- of genoommutaties ontstaan uit verschillende voorouders. Tarwe is taxonomisch gezien hexaploïde met 42 chromosomen (2n = 6x = 42); dat wil zeggen dat tarwe genetisch gezien diploïde (2n) is, en dat x = 7 het grondgetal is van de chromosomen binnen de verwantschapsgroep. De ontwikkeling is waarschijnlijk als volgt gegaan:
- Het diploïde eenkoren (2n = 14) heeft zich, dan wel is, gekruist met een diploïde wilde grassoort (2n = 14), wat een steriele hybride heeft opgeleverd. Bij deze hybride is chromosomenverdubbeling opgetreden (zodat er per definitie homologe chromosomenparen ontstaan) en het resultaat is dus fylogenetisch gezien tetraploïde met 28 chromosomen (2n = 4x = 28), waardoor de genetisch diploïde vorm niet steriel is.[3]
- Van deze door hybridisatie en chromosomenverdubbeling ontstane soort stammen de emmertarwe en de harde tarwe, macaronitarwe of durumtarwe Triticum durum af.
- De emmertarwe heeft zich, dan wel is, gekruist met de diploïde Drienaald-geitenoog (Aegilops tauschii, synoniem: Aegilops squarrosa) met 2n = 14, wat weer een steriele hybride heeft opgeleverd.
- Ook na deze hybridisatie is weer chromosomenverdubbeling opgetreden, waardoor er weer fertiel nageslacht ontstaat. Dit zijn dus uiteindelijk de (fylogenetisch gezien) hexaploïde tarwes tarwe en spelt.

Genetische achtergrond van gewone tarwe:
- Het genoom van eenkoren wordt weergegeven met A en planten hebben AA.
- Het genoom van de wilde diploïde grassoort wordt weergegeven met B en planten hebben BB.
- Het genoom van de diploïde Aegilops squarrosa wordt weergegeven met D en planten hebben DD.
- Het genoom van durumtarwe wordt weergegeven met AB en planten hebben AABB.
- Het genoom van tarwe wordt weergegeven met ABD en planten hebben AABBDD.

### Kunstmatige hybridisatie

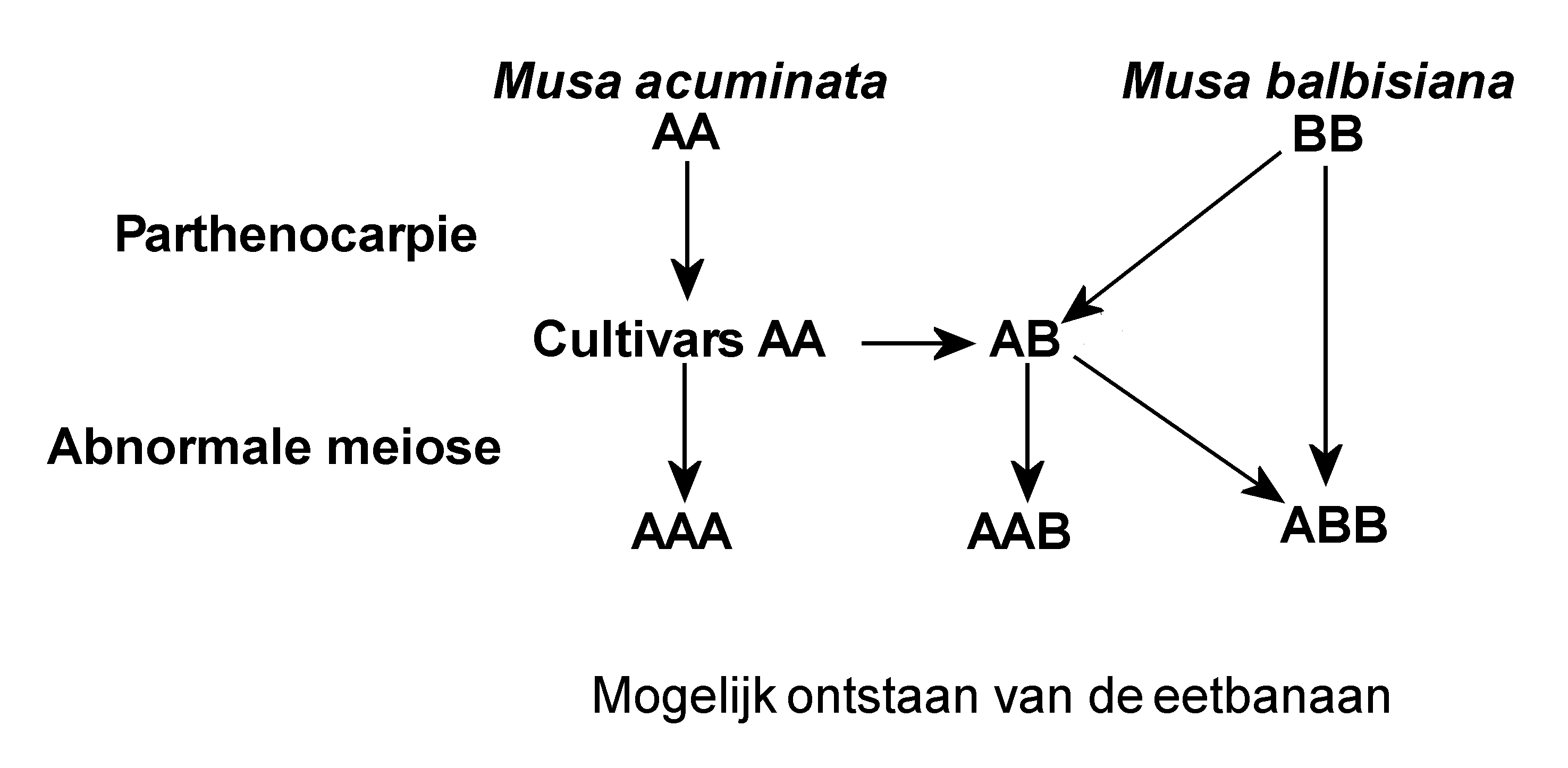
Schema met het mogelijke ontstaan van de eetbanaan.

Bij plantenveredeling is en wordt veel gebruikgemaakt van hybriden. De eerste generatie na een kruising noemt men een F1-hybride, de tweede generatie een F2-hybride, enzovoort. Veel als zaad verhandelde cultivars zijn F1-hybriden tussen twee ingeteelde lijnen. Dit heeft als voordeel dat daarmee een grote mate van uniformiteit te bereiken is.
Kruisingen tussen twee soorten uit verschillende geslachten komen eveneens voor (intergenerische hybride), bijvoorbeeld ×Triticale, een veel geteelde kruising van een tarwe-soort (Triticum spec.) met rogge (Secale cereale). ×Triticale is een geslacht in de grassenfamilie. In Nederland wordt jaarlijks ongeveer 4000 ha triticale geteeld.
- Tot het geslacht ×Triticale, synoniem: ×Triticosecale Wittm. ex A.Camus behoren graansoorten, die ontstaan zijn uit de kruising van harde tarwe (Triticum durum) of gewone tarwe (Triticum aestivum) met rogge (Secale cereale).
- Soorten
  - ×Triticale Tscherm.-Seys. ex Müntzing, synoniem: ×Triticosecale Wittm. ex A. Camus, harde tarwe (2n=28=AABB) met rogge (2n=14=RR)
  - ×Triticosecale rimpaui Wittm., synoniem: ×Triticale rimpaui Wild., gewone tarwe (2n=42=AABBDD) met rogge (2n=14=RR)

De banaan zou onder andere ontstaan zijn uit de Chinese banaan (Musa acuminata) en de meelbanaan (Musa balbisiana) door het optreden van vruchtvorming zonder bestuiving (parthenocarpie) en abnormale meiose (zie afbeelding).
De aardbei (Fragaria × ananassa) is een veelgeteelde kruising tussen twee Amerikaanse aardbeisoorten, en vooral bekend om zijn eetbare vruchten. De ouders van de kruising zijn de van de Noord-Amerikaanse oostkust afkomstige soort Fragaria virginiana en de van westkust van beide Amerika's afkomstige soort Fragaria chiloensis. Van deze hybride zijn vele honderden rassen in cultuur.

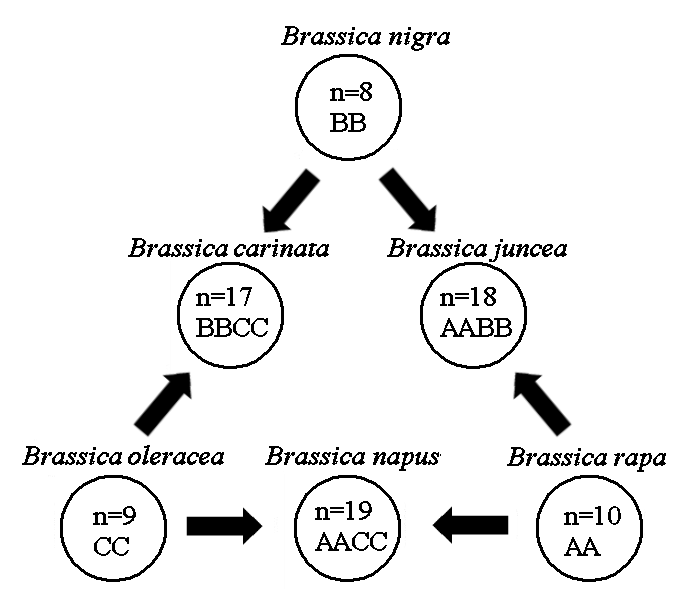
Afstamming koolsoorten

Veel koolsoorten zouden zijn ontstaan uit drie verschillende voorouders, waarbij de verschillende genomen worden aangeduid met de hoofdletters AA, BB, en CC. Een genoom bestaat uit een aantal chromosomen, aangeduid met de letter n. Zo heeft Brassica rapa het genoom A met n = 10 chromosomen. De diploïde plant heeft in elke cel 2n dus 20 chromosomen. Deze voorouders zijn:
- AA - 2n = 20 - Brassica rapa (Raapzaad)
- BB - 2n = 16 - Brassica nigra (Zwarte mosterd)
- CC - 2n = 18 - Brassica oleracea (Kool)

Door natuurlijke soortskruisingen zijn de volgende drie allotetraploïde koolsoorten ontstaan.
- AABB - 2n = 36 - Brassica juncea (Sareptamosterd) uit Brassica nigra met 16 chromosomen en Brassica rapa met 20 chromosomen.
- AACC - 2n = 38 - Brassica napus (Koolzaad) uit Brassica rapa met 20 chromosomen en Brassica oleracea met 18 chromosomen
- BBCC - 2n = 34 - Brassica carinata (Ethiopische mosterd) uit Brassica nigra met 16 chromosomen en Brassica oleracea met 18 chromosomen.

Vele rassen zijn door kwekers en veredelaars ontwikkeld door kruising van soorten uit verwante geslachten en door onderlinge kruising van verschillende soorten, ondersoorten of variëteiten.

## Hybriden bij dieren
Bij de karperachtigen in Europese en Aziatische wateren treedt vaak hybridisatie op in natuurlijke omstandigheden, waarschijnlijk door de massale paringen van verschillende soorten in hetzelfde seizoen en hetzelfde water, waarbij eieren en sperma vrijelijk in het water worden verspreid. Over het algemeen zijn de nakomelingen van twee verschillende soorten niet vruchtbaar.
De hybriden van Pelophylax-soorten (groene kikkers) hebben een aparte status. Ze worden klepton genoemd, omdat ze zich weer met een van de oudersoorten kunnen voortplanten en in sommige gevallen ook onderling, maar zonder vermenging van het genetisch materiaal van de geslachtscellen. De mengvorm is ook te talrijk om afkomstig te zijn van kruisingen tussen de oudersoorten. De middelste groene kikker is een klepton. Samen met de poelkikker en de meerkikker vormt hij een synklepton.
Bij het fokken van dieren wordt veel gebruikgemaakt van hybriden. De meeste legkippen, slachtkuikens en vleesvarkens zijn hybriden tussen twee sterk ingeteelde rassen. De voordelen zijn heterosis en een grote uniformiteit van het nageslacht.
Een hybride wordt soms aangeduid door de namen te combineren, zoals bij lijger, teeuw en gaap in onderstaande lijst.
| Enkele voorbeelden van hybriden bij dieren | Enkele voorbeelden van hybriden bij dieren |
| Groep                                      | Voorbeelden |
| ------------------------------------------ | --- |
| amfibieën                                  | - Middelste groene kikker, de meest algemene vorm van de groene kikkers                                                                                        |
| onevenhoevigen                             | - Muildier/muilezel, kruising tussen een paard en een ezel - Zezel, kruising tussen een zebra en een ezel - Zebrapaard, kruising tussen een paard en een zebra |
| evenhoevigen                               | - Gaap/scheit, kruising tussen een schaap en een geit - Hybridekameel, kruising tussen een kameel en een dromedaris - Dzo, kruising tussen een jak en een rund |
| beren                                      | - IJsgrizzly, kruising tussen een ijsbeer en een grizzlybeer                                                                                                   |
| hondachtigen                               | - Wolfshond, kruising tussen een wolf en een hond |
| katachtigen                                | - Lijger/teeuw, kruising tussen een leeuw en een tijger - Savannah, kruising tussen een serval en een kat                                                      |

#### Duikeenden en ganzen
Van diersoorten uit een aantal geslachten worden relatief vaak hybriden waargenomen. Dat geldt onder andere voor de duikeenden uit het geslacht Aythya en voor ganzen uit de geslachten Anser en Branta. Het relatief hoge aantal hybriden onder duikeenden en ganzen kan onder andere verklaard worden door een lage interspecifieke barrière en uit domesticatie en verwildering van sierwatervogels uit waterwildparken. Dat wil nog niet zeggen dat er geen geslachten van vogelsoorten zijn waarbinnen hybriden vaker voorkomen, zoals onder de zangvogels, maar dat deze hybriden minder vaak worden opgemerkt.

#### Vogels in de Lage Landen
Onder vogels worden in België en Nederland steeds vaker hybriden waargenomen. Met name onder de watervogels zijn een aantal soorten die vrij regelmatig hybriden voortbrengen.
Vooral de stijging van het aantal waargenomen kruisingen met gedomestiseerde grauwe gans en wilde eenden, ook wel soepganzen en soepeenden genoemd, valt op.
Verder vallen de incidentele waarnemingen van kruisingen tussen roofvogelsoorten op. Dit betreft waarschijnlijk nakomelingen van exotische roofvogels die uit gevangenschap zijn ontsnapt. Veel roofvogels die in gevangenschap opgroeien vertonen gedragsafwijkingen, door problemen met de inprenting.
Daarnaast worden regelmatig hybriden waargenomen van vogelsoorten die ook als ringsoorten beschouwd kunnen worden, zoals hybriden van zilvermeeuwen en kleine mantelmeeuwen. Of het aantal kruisingen tussen deze meeuwensoorten stijgt is niet duidelijk. Omdat sommige soorten in het verleden vaak als varianten of ondersoorten van Larus-soorten gezien werden, ontsnapten ze meestal aan de aandacht van veel vogelaars. Sinds de goede kwaliteit verrekijkers en telescopen binnen het handbereik van vogelaars zijn gekomen, worden deze meeuwensoorten en/of hybriden vaker gesignaleerd.
Er wordt verschillend gedacht over het tellen en observeren van algemeen voorkomende hybriden, zoals soepganzen en soepeenden. In natuurgebieden en stedelijke omgevingen neemt het aantal hybride watervogels gestaag toe en mengen ze zich geleidelijk verder met verschillende populaties wilde watervogels. Daardoor wordt het steeds lastiger om de kleurafwijkingen in het verenkleed van kruisingen te onderscheiden.